# Boruto: Naruto Next Generations/Episodenliste
Boruto: Naruto Next Generations (japanisch ＢＯＲＵＴＯ-ボルト- -NARUTO NEXT GENERATIONS-) ist eine japanische Animeserie, die seit dem 5. April 2017 auf TV Tokyo ausgestrahlt wird. Boruto: Naruto Next Generations ist der Nachfolger von Naruto Shippuden und erzählt die Geschichte von Boruto Uzumaki (Narutos Sohn). Der Anime wird mit deutschen Untertiteln auf Crunchyroll veröffentlicht.
Diese Episodenliste enthält alle Episoden der jap. Animeserie Boruto: Naruto Next Generations. Die deutsche Synchronisation wird seit November 2019 bei KSM Anime im Handel veröffentlicht. Ab Episode 33 findet die deutschsprachige Erstausstrahlung auf dem Free-TV-Sender ProSieben MAXX statt.

## Episode 1–20
| Nr. | Deutscher Titel                          | Originaltitel                                          | Erstausstrahlung Japan | Deutschsprachige Erstveröffentlichung (D/A/CH) | Regie                              | Drehbuch                     | Erstveröffentlichung im OmdU |
| --- | ---------------------------------------- | ------------------------------------------------------ | ---------------------- | ---------------------------------------------- | ---------------------------------- | ---------------------------- | ---------------------------- |
| 1   | Boruto Uzumaki!!                         | うずまきボルト!! (Uzumaki Boruto!!)                    | 5. Apr. 2017           | 7. Nov. 2019                                   | Hiroyuki Yamashita                 | Makoto Uezu                  | 5. April 2017                |
| 2   | Der Sohn des Hokage!!                    | 火影の息子 … !! (Hokage no musuko…!!)                  | 12. Apr. 2017          | 7. Nov. 2019                                   | Ayumu Ono                          | Kiyomune Miwa Makoto Uezu    | 12. April 2017               |
| 3   | Metal Lee außer Kontrolle!!              | 暴走、メタル・リー!! (Bōsō, Metaru Rī!!)               | 19. Apr. 2017          | 7. Nov. 2019                                   | Nobuyoshi Nagayama                 | Hideto Tanaka Makoto Uezu    | 19. April 2017               |
| 4   | Ninjutsu-Wettkampf Jungs gegen Mädchen!! | 男女対抗忍術合戦!! (Danjo taikō ninjutsu gassen!!)     | 26. Apr. 2017          | 7. Nov. 2019                                   | Hikari Satō                        | Masahiro Ōkubo               | 26. April 2017               |
| 5   | Rätselhafter Neuling…!!                  | 謎の転校生 … !! (Nazo no tenkōsei…!!)                  | 3. Mai 2017            | 7. Nov. 2019                                   | Yōji Satō                          | Kōjiro Nakamura Kō Shigenobu | 3. Mai 2017                  |
| 6   | Die letzte Unterrichtsstunde…!!          | 最後の授業 … !! (Saigo no jugyō…!!)                    | 10. Mai 2017           | 7. Nov. 2019                                   | Hodaka Kuramoto                    | Kō Shigenobu                 | 10. Mai 2017                 |
| 7   | Liebe und Chips…!!                       | 恋とポテチ … !! (Koi to potechi…!!)                    | 17. Mai 2017           | 7. Nov. 2019                                   | Kodaira Maki                       | Hideto Tanaka                | 17. Mai 2017                 |
| 8   | Verkündung im Traum                      | 夢のお告げ (Yume no otsuge)                            | 24. Mai 2017           | 7. Nov. 2019                                   | Matsuki Keiichi                    | Kiyomune Miwa                | 24. Mai 2017                 |
| 9   | Ein Beweis für das, was Du bist          | 自分の証明 (Jibun no shōmei)                           | 31. Mai 2017           | 7. Nov. 2019                                   | Ayumu Ono                          | Kiyomune Miwa                | 31. Mai 2017                 |
| 10  | Ermittlungen im Fall „Geist“ beginnen!!  | ゴースト事件、捜査開始!! (Gōsuto jiken, sōsa kaishi!!) | 7. Juni 2017           | 7. Nov. 2019                                   | Masatoyo Takada                    | Masaya Honda                 | 7. Juni 2017                 |
| 11  | Der Schatten des Drahtziehers            | 黒幕の影 (Kuromaku no kage)                            | 14. Juni 2017          | 7. Nov. 2019                                   | Hikari Satō                        | Masaya Honda                 | 14. Juni 2017                |
| 12  | Boruto und Mitsuki                       | ボルトとミツキ (Boruto to Mitsuki)                     | 21. Juni 2017          | 7. Nov. 2019                                   | Mizumoto Hazuki                    | Masahiro Ōkubo               | 21. Juni 2017                |
| 13  | Die Dämonenbestie taucht auf…!!          | 魔獣、現る・・・!! (Majū, arawaru…!!)                  | 28. Juni 2017          | 7. Nov. 2019                                   | Nobuyoshi Nagayama                 | Kō Shigenobu                 | 28. Juni 2017                |
| 14  | Der Pfad, den Boruto sieht               | ポルトに見える道 (Boruto ni mieru michi)               | 5. Juli 2017           | 7. Nov. 2019                                   | Noriyuki Abe                       | Makoto Uezu                  | 5. Juli 2017                 |
| 15  | Neue Pfade                               | 新しい道 (Atarashii michi)                             | 12. Juli 2017          | 7. Nov. 2019                                   | Masatoyo Takada Matsumoto Masayuki | Masahiro Ōkubo               | 12. Juli 2017                |
| 16  | Sitzenbleiber-Alarm!                     | 留年 ダブりの危機 (Daburi no kiki)                     | 19. Juli 2017          | 23. Jan. 2020                                  | Kawana Kana                        | Hideto Tanaka                | 19. Juli 2017                |
| 17  | Sarada, lauf!                            | サラダ、走る!! (Sarada, hashiru!!)                     | 26. Juli 2017          | 23. Jan. 2020                                  | Masaaki Kumagai                    | Masaya Honda                 | 26. Juli 2017                |
| 18  | Ein Tag bei Familie Uzumaki              | うずまき家の一日 (Uzumaki-ke no ichinichi)             | 2. Aug. 2017           | 23. Jan. 2020                                  | Nagayama Nobuyoshi                 | Kō Shigenobu                 | 2. August 2017               |
| 19  | Sarada Uchiha                            | うちはサラダ (Uchiha Sarada)                           | 9. Aug. 2017           | 23. Jan. 2020                                  | Takashi Andō                       | Masaya Honda                 | 9. August 2017               |
| 20  | Der Junge mit dem Sharingan              | 写輪眼の少年 (Sharingan no shōnen)                     | 16. Aug. 2017          | 23. Jan. 2020                                  | Hikari Satō                        | Kōjiro Nakamura              | 16. August 2017              |

## Episode 21–40
| Nr. | Deutscher Titel                         | Originaltitel                                                  | Erstausstrahlung Japan | Deutschsprachige Erstausstrahlung (D/A/CH) | Regie                                          | Drehbuch                   | Erstveröffentlichung im OmdU |
| --- | --------------------------------------- | -------------------------------------------------------------- | ---------------------- | ------------------------------------------ | ---------------------------------------------- | -------------------------- | ---------------------------- |
| 21  | Sasuke und Sarada                       | サスケとサラタ (Sasuke to Sarada)                              | 23. Aug. 2017          | 23. Jan. 2020                              | Yūsuke Onoda                                   | Masaya Honda               | 23. August 2017              |
| 22  | Verbundene Gefühle                      | つながる想い (Tsunagaru omoi)                                  | 30. Aug. 2017          | 23. Jan. 2020                              | Rokō Ogiwara                                   | Kōjiro Nakamura            | 30. August 2017              |
| 23  | Unterschiedliche Beziehungen            | つながりのカタチ (Tsunagari no katachi)                        | 6. Sep. 2017           | 23. Jan. 2020                              | Ken’ichi Fujisawa Kaito Asakura                | Kōjiro Nakamura            | 6. September 2017            |
| 24  | Boruto und Sarada                       | ポルトとサラダ (Boruto to Sarada)                              | 13. Sep. 2017          | 23. Jan. 2020                              | Ayumu Ono                                      | Masaya Honda               | 13. September 2017           |
| 25  | Unruhige Klassenreise                   | 波乱の修学旅行!! (Haran no shūgakuryokō!!)                     | 20. Sep. 2017          | 23. Jan. 2020                              | Matsuo Asami                                   | Makoto Uezu                | 20. September 2017           |
| 26  | Der Nachfolger der Mizukage             | 水影の後継者 (Mizukage no kōkeisha)                            | 27. Sep. 2017          | 23. Jan. 2020                              | Takeru Ogiwara Tomoki Fujiwara Seimei Kidokoro | Kiyomune Miwa              | 27. September 2017           |
| 27  | Das Shinobi-Bout der Freundschaft       | 友情のシノビバウト (Yūjō no shinobi bauto)                     | 4. Okt. 2017           | 23. Jan. 2020                              | Mizumoto Hazuki                                | Masahiro Ōkubo             | 4. Oktober 2017              |
| 28  | Kriegserklärung                         | 宣戦布告 (Sensen fukoku)                                       | 11. Okt. 2017          | 23. Jan. 2020                              | Onoda Yūsuke                                   | Kō Shigenobu Makoto Uezu   | 11. Oktober 2017             |
| 29  | Die neuen sieben Shinobi-Schwertkämpfer | 新·忍刀七人衆！！ (Shin shinobigatana shichininshū!!)          | 18. Okt. 2017          | 23. Jan. 2020                              | Kazuki Horiguchi                               | Kō Shigenobu               | 18. Oktober 2017             |
| 30  | Sharingan gegen Blitzschwert Kiba       | 写輪眼vs バーサス雷刀·牙 (Sharingan bāsasu raitō Kiba)         | 25. Okt. 2017          | 23. Jan. 2020                              | Naoki Hishikawa                                | Masaya Honda               | 25. Oktober 2017             |
| 31  | Boruto und Kagura                       | ボルトとかぐら (Boruto to Kagura)                              | 1. Nov. 2017           | 23. Jan. 2020                              | Hikari Satō                                    | Masahiro Ōkubo             | 1. November 2017             |
| 32  | Die Jagd nach dem Souvenir              | おみやげク工スト (Omiyage kuesuto)                             | 8. Nov. 2017           | 23. Jan. 2020                              | Yōji Satō                                      | Masaya Honda               | 8. November 2017             |
| 33  | Formtief beim Gemälde der Bestien       | スランプ!! 超獣偽画（ちょうじゅうぎが） (Suranpu!! Chōjū giga) | 15. Nov. 2017          | 17. Feb. 2020                              | Tomoki Fujiwara Takeru Ogiwara                 | Hideto Tanaka              | 15. November 2017            |
| 34  | Sternenklare Nacht                      | 星降る夜 (Hoshi furu yoru)                                     | 22. Nov. 2017          | 18. Feb. 2020                              | Seimei Kidokoro                                | Kiyomune Miwa Ukyō Kodachi | 22. November 2017            |
| 35  | Die Elternsprechtage                    | 三者面談 … !! (Sansha mendan…!!)                               | 29. Nov. 2017          | 19. Feb. 2020                              | Tomoki Fujiwara                                | Kō Shigenobu               | 29. November 2017            |
| 36  | Die Abschlussprüfung beginnt!!          | 卒業試験、開始!! (Sotsugyō shiken kaishi!!)                    | 6. Dez. 2017           | 20. Feb. 2020                              | Yūjirō Abe                                     | Masahiro Ōkubo             | 6. Dezember 2017             |
| 37  | Die Entschlossenheit eines Shinobis     | 忍（しのび）の覚悟 (Shinobi no kakugo)                         | 13. Dez. 2017          | 21. Feb. 2020                              | Yūsuke Onoda                                   | Masahiro Ōkubo             | 13. Dezember 2017            |
| 38  | Gründung der Dreierteams?               | スリーマンセル、結成 … ? (Surī manseru, kessei...?)            | 20. Dez. 2017          | 24. Feb. 2020                              | Hiroyuki Okuno                                 | Masaya Honda               | 20. Dezember 2017            |
| 39  | Der Weg, auf den der Vollmond scheint   | 満ちた月が照らす道 (Michita tsuki ga terasu michi)             | 27. Dez. 2017          | 25. Feb. 2020                              | Takeru Ogiwara                                 | Hideto Tanaka              | 27. Dezember 2017            |
| 40  | Team 7 – Erste Mission                  | 第七班・初任務!! (Dainanahan, hatsu ninmu!!)                   | 10. Jan. 2018          | 26. Feb. 2020                              | Yoshito Hata                                   | Tōko Machida               | 10. Januar 2018              |

## Episode 41–60
| Nr. | Deutscher Titel                                          | Originaltitel                                                                           | Erstausstrahlung Japan | Deutschsprachige Erstausstrahlung (D) | Regie                            | Drehbuch        | Erstveröffentlichung im OmdU |
| --- | -------------------------------------------------------- | --------------------------------------------------------------------------------------- | ---------------------- | ------------------------------------- | -------------------------------- | --------------- | ---------------------------- |
| 41  | Die Kraft des Zusammenhalts                              | 結束の力 (Kessoku no chikara)                                                           | 17. Jan. 2018          | 27. Feb. 2020                         | Kaito Asakura                    | Tōko Machida    | 17. Januar 2018              |
| 42  | Der Job eines Ninjas                                     | 忍者のお仕事 (Ninja no oshigoto)                                                        | 24. Jan. 2018          | 28. Feb. 2020                         | Kazuki Horiguchi                 | Kō Shigenobu    | 24. Januar 2018              |
| 43  | Der Auftritt der Byakuya-Bande!!                         | 白夜団、現る!! (Byakuya-dan, arawaru!!)                                                 | 31. Jan. 2018          | 2. März 2020                          | Nanako Shimazaki                 | Masaya Honda    | 31. Januar 2018              |
| 44  | Shikadais Zögern                                         | シカダイの迷い (Shikadai no mayoi)                                                      | 7. Feb. 2018           | 3. März 2020                          | Masayuki Īmura                   | Masahiro Ōkubo  | 7. Februar 2018              |
| 45  | Erinnerungen an einen Schneetag                          | 雪の日の記憶 (Yuki no hi no kioku)                                                      | 14. Feb. 2018          | 4. März 2020                          | Yūsuke Onoda                     | Kō Shigenobu    | 14. Februar 2018             |
| 46  | Operation „Polarnacht“ wird ausgeführt!!                 | 決行!! 極夜（きょくや）作戦 (Kekkō!! Kyokuya sakusen)                                   | 21. Feb. 2018          | 5. März 2020                          | Yūjirō Abe                       | Kōjiro Nakamura | 21. Februar 2018             |
| 47  | Die Figur, die ich sein will                             | 成りたい駒（すがた） (Naritai sugata)                                                   | 28. Feb. 2018          | 6. März 2020                          | Takeru Ogiwara                   | Masaya Honda    | 28. Februar 2018             |
| 48  | Die Genin-Doku                                           | 下忍ドキュメンタリー!! (Genin dokyumentarī!!)                                           | 7. März 2018           | 9. März 2020                          | Naoki Horiuchi                   | Hideto Tanaka   | 7. März 2018                 |
| 49  | Wasabi und Namida                                        | ワサビでなみだ (Wasabi de Namida)                                                       | 14. März 2018          | 10. März 2020                         | Yūichirō Aoki Masayuki Matsumoto | Tōko Machida    | 14. März 2018                |
| 50  | Konferenz für die Empfehlungen zur Chunin-Auswahlprüfung | 中忍選抜試験（ちゅうにん せんばつしけん）推薦会議 (Chūnin senbatsu shiken suisen kaigi) | 21. März 2018          | 11. März 2020                         | Noriyuki Abe                     | Masahiro Ōkubo  | 21. März 2018                |
| 51  | Borutos Geburtstag                                       | ボルトの誕生日 (Boruto no tanjōbi)                                                      | 28. März 2018          | 12. März 2020                         | Norihiko Nagahama                | Kō Shigenobu    | 28. März 2018                |
| 52  | Sasukes Schatten                                         | サスケの影 (Sasuke no kage)                                                             | 4. Apr. 2018           | 10. Dez. 2020                         | Kaito Asakura                    | Kō Shigenobu    | 4. April 2018                |
| 53  | Himawaris Geburtstag                                     | ヒマワリの誕生日 (Himawari no tanjōbi)                                                  | 11. Apr. 2018          | 11. Dez. 2020                         | Taiki Nishimura                  | Makoto Uezu     | 11. April 2018               |
| 54  | Sasuke und Boruto                                        | サスケとボルト (Sasuke to Boruto)                                                       | 18. Apr. 2018          | 14. Dez. 2020                         | Yūsuke Onoda                     | Makoto Uezu     | 18. April 2018               |
| 55  | Das wissenschaftliche Ninja-Werkzeug                     | 科学忍具 (Kagaku ningu)                                                                 | 25. Apr. 2018          | 15. Dez. 2020                         | Hodaka Kuramoto                  | Hideto Tanaka   | 25. April 2018               |
| 56  | Rivalen, versammelt euch                                 | ライバル、集結!! (Raibaru, shūketsu!!)                                                  | 3. Mai 2018            | 16. Dez. 2020                         | Takeru Ogiwara                   | Kōjiro Nakamura | 3. Mai 2018                  |
| 57  | Der Grund, weshalb ich nicht verlieren darf              | 負けられない理由 (Make rarenai riyū)                                                    | 10. Mai 2018           | 17. Dez. 2020                         | Yūichirō Aoki                    | Tōko Machida    | 10. Mai 2018                 |
| 58  | Möge das Turnier beginnen!!                              | トーナメント、開始!! (Tōnamento, kaishi!!)                                              | 17. Mai 2018           | 18. Dez. 2020                         | Hideaki Ōba                      | Masaya Honda    | 17. Mai 2018                 |
| 59  | Boruto vs Shikadai                                       | ボルトVSシカダイ (Boruto bāsasu Shikadai)                                               | 24. Mai 2018           | 21. Dez. 2020                         | Kaito Asakura                    | Masaya Honda    | 24. Mai 2018                 |
| 60  | Konohagakure vs Sunagakure                               | 木ノ葉隠れVS砂隠れ (Konohagakure bāsasu Sunagakure)                                     | 31. Mai 2018           | 22. Dez. 2020                         | Taiki Nishimura                  | Masahiro Ōkubo  | 31. Mai 2018                 |

## Episode 61–80
| Nr. | Deutscher Titel                          | Originaltitel                                       | Erstausstrahlung Japan | Deutschsprachige Erstausstrahlung (D) | Regie                      | Drehbuch          | Erstveröffentlichung im OmdU |
| --- | ---------------------------------------- | --------------------------------------------------- | ---------------------- | ------------------------------------- | -------------------------- | ----------------- | ---------------------------- |
| 61  | Shinki, der Eisensandanwender            | 砂鉄使い・シンキ (Satetsu tsukai, Shinki)           | 7. Juni 2018           | 23. Dez. 2020                         | Takeru Ogiwara             | Kō Shigenobu      | 7. Juni 2018                 |
| 62  | Überfall der Otsutsuki                   | 大筒木、襲来!! (Ōtsutsuki, Shūrai!!)                | 14. Juni 2018          | 28. Dez. 2020                         | Yūsuke Onoda               | Kiyomune Miwa     | 14. Juni 2018                |
| 63  | Sasukes Trumpf                           | サスケの切り札 (Sasuke no kirifuda)                 | 28. Juni 2018          | 29. Dez. 2020                         | Yoshinori Odaka            | Tōko Machida      | 28. Juni 2018                |
| 64  | Narutos Rettung                          | ナルト、奪還!! (Naruto, dakkan!!)                   | 5. Juli 2018           | 30. Dez. 2020                         | Masayuki Matsumoto         | Hideto Tanaka     | 5. Juli 2018                 |
| 65  | Vater und Kind                           | 父と子 (Chichi to ko)                               | 19. Juli 2018          | 4. Jan. 2021                          | Chengxi Huang              | Makoto Uezu       | 19. Juli 2018                |
| 66  | Meine Geschichte                         | オレの物語 … !! (Ore no monogatari...!!)            | 26. Juli 2018          | 5. Jan. 2021                          | Takeru Ogiwara Yūta Suzuki | Masahiro Ōkubo    | 26. Juli 2018                |
| 67  | Super-Chochos Schmetterlingsmodus        | 超チョウチョウ蝶モード!! (Chō Chōchō chō mōdo!!)    | 2. Aug. 2018           | 6. Jan. 2021                          | Yūjirō Abe                 | Masaya Honda      | 2. August 2018               |
| 68  | Super-Chochos Kussmodus                  | 超チョウチョウキスモード!! (Chō Chōchō kisu mōdo!!) | 9. Aug. 2018           | 7. Jan. 2021                          | Taiki Nishimura            | Atsushi Nishiyama | 9. August 2018               |
| 69  | Super-Chochos Liebestaumel               | 超チョウチョウ恋騒動!! (Chō Chōchō koi sōdō!!)      | 16. Aug. 2018          | 8. Jan. 2021                          | Kaito Asakura              | Masaya Honda      | 16. August 2018              |
| 70  | Die andere Seite der Nervosität          | 緊張の向こう側 (Kinchō no mukō-gawa)                | 23. Aug. 2018          | 11. Jan. 2021                         | Yōko Kanamori              | Hideto Tanaka     | 23. August 2018              |
| 71  | Der härteste Stein auf dieser Welt       | 世界で一番固い石 (Sekai de ichiban katai ishi)      | 30. Aug. 2018          | 12. Jan. 2021                         | Yūsuke Onoda               | Masaya Honda      | 30. August 2018              |
| 72  | Mitsukis Wille                           | ミツキの意志 (Mitsuki no ishi)                      | 6. Sep. 2018           | 13. Jan. 2021                         | Takeru Ogiwara Yūta Suzuki | Atsushi Nishiyama | 6. September 2018            |
| 73  | Die Kehrseite des Mondes                 | 月の裏側 (Tsuki no uragawa)                         | 13. Sep. 2018          | 14. Jan. 2021                         | Masayuki Matsumoto         | Tōko Machida      | 13. September 2018           |
| 74  | Der Feind heißt Ino-Shika-Cho            | 敵は猪鹿蝶…!! (Teki wa Ino–Shika–Chō...!!)          | 20. Sep. 2018          | 15. Jan. 2021                         | Yūichirō Aoki              | Kō Shigenobu      | 20. September 2018           |
| 75  | Die Prüfung der Ryuchido                 | 龍地洞の試練 (Ryūchidō no shiren)                   | 20. Sep. 2018          | 18. Jan. 2021                         | Ayumu Ono                  | Masahiro Ōkubo    | 20. September 2018           |
| 76  | Des Kaisers Zorn erwacht                 | 逆鱗に触れろ (Gekirin ni furero)                    | 7. Okt. 2018           | 19. Jan. 2021                         | Norihiko Nagahama          | Hideto Tanaka     | 7. Oktober 2018              |
| 77  | Ein mächtiger Feind, Garagas Wutanfall!! | 強敵、ガラガの猛攻!! (Kyōteki, Garaga no mōkō!!)    | 14. Okt. 2018          | 20. Jan. 2021                         | Yūjirō Abe                 | Atsushi Nishiyama | 14. Oktober 2018             |
| 78  | Wirbelsturm der Gedanken                 | それぞれの思惑 (Sorezore no omowaku)                | 21. Okt. 2018          | 21. Jan. 2021                         | Taiki Nishimura            | Tōko Machida      | 21. Oktober 2018             |
| 79  | Wiedersehen macht Freude, Mitsuki        | 再会、ミツキ…!! (Saikai, Mitsuki…!!)                | 28. Okt. 2018          | 22. Jan. 2021                         | Takeru Ogiwara             | Kō Shigenobu      | 28. Oktober 2018             |
| 80  | Mitsukis Freund                          | ミツキのトモダチ (Mitsuki no tomodachi)             | 4. Nov. 2018           | 25. Jan. 2021                         | Yūsuke Onoda               | Masaya Honda      | 4. November 2018             |

## Episode 81–100
| Nr. | Deutscher Titel                                      | Originaltitel                                            | Erstausstrahlung Japan | Deutschsprachige Erstausstrahlung (D) | Regie                      | Drehbuch          | Erstveröffentlichung im OmdU |
| --- | ---------------------------------------------------- | -------------------------------------------------------- | ---------------------- | ------------------------------------- | -------------------------- | ----------------- | ---------------------------- |
| 81  | Borutos Wunsch                                       | ボルトの願い (Boruto no negai)                           | 11. Nov. 2018          | 26. Jan. 2021                         | Kaito Asakura              | Atsushi Nishiyama | 11. November 2018            |
| 82  | Die Iwagakure-Infiltration                           | 潜入!! 岩隠れの里 (Sen'nyū!! Iwagakure)                  | 18. Nov. 2018          | 27. Jan. 2021                         | Masayuki Matsumoto         | Hideto Tanaka     | 18. November 2018            |
| 83  | Die Gerechtigkeit des Oonoki                         | オオノキの正義 (Ōnoki no seigi)                          | 25. Nov. 2018          | 28. Jan. 2021                         | Yūta Suzuki Yūichirō Aoki  | Tōko Machida      | 25. November 2018            |
| 84  | Der Wille von Oonoki und der Wille von Ku            | オオノキの思い、空の思い (Oonoki no omoi, Kuu no omoi)   | 2. Dez. 2018           | 29. Jan. 2021                         | Yūjirō Abe                 | Masahiro Ōkubo    | 2. Dezember 2018             |
| 85  | Der Herzensstein                                     | 心の石 (Kokoro no ishi)                                  | 9. Dez. 2018           | 1. Feb. 2021                          | Norihiko Nagahama          | Masaya Honda      | 9. Dezember 2018             |
| 86  | Kozuchis Wille                                       | コヅチの意志 (Kozuchi no ishi)                           | 16. Dez. 2018          | 2. Feb. 2021                          | Takeru Ogiwara Yūta Suzuki | Kō Shigenobu      | 16. Dezember 2018            |
| 87  | Das Gefühl, am Leben zu sein                         | 生きている実感 (Ikiteiru jikkan)                         | 23. Dez. 2018          | 3. Feb. 2021                          | Masayuki Kōda              | Hideto Tanaka     | 23. Dezember 2018            |
| 88  | Konfrontation mit Kokuyo                             | 激突、コクヨウ!! (Gekitotsu, Kokuyō!!)                   | 6. Jan. 2019           | 4. Feb. 2021                          | Taiki Nishimura            | Atsushi Nishiyama | 6. Januar 2019               |
| 89  | Das durchstochende Herz                              | 貫く心 (Tsuranuku kokoro)                                | 13. Jan. 2019          | 5. Feb. 2021                          | Yūsuke Onoda               | Tōko Machida      | 13. Januar 2019              |
| 90  | Mitsuki und Sekiei                                   | ミツキとセキエイ (Mitsuki to Sekiei)                     | 20. Jan. 2019          | 8. Feb. 2021                          | Takeru Ogiwara             | Masahiro Ōkubo    | 20. Januar 2019              |
| 91  | Oonokis Wille                                        | オオノキの意志 (Ōnoki no ishi)                           | 27. Jan. 2019          | 9. Feb. 2021                          | Kaito Asakura              | Masaya Honda      | 27. Januar 2019              |
| 92  | Der neue Alltag                                      | 新しい日常 (Atarashī nichijō)                            | 3. Feb. 2019           | 10. Feb. 2021                         | Yūjirō Abe                 | Kō Shigenobu      | 3. Februar 2019              |
| 93  | Eltern-Kind-Tag                                      | 親子の日 (Oyako no hi)                                   | 10. Feb. 2019          | 11. Feb. 2021                         | Norihiko Nagahama          | Hideto Tanaka     | 10. Februar 2019             |
| 94  | Der Tisch ist reich gedeckt! Der Kampf der Vielfraße | てんこ盛り!! 大食いバトル (Tenkomori!! Ōgui batoru)      | 17. Feb. 2019          | 12. Feb. 2021                         | Masayuki Matsumoto         | Atsushi Nishiyama | 17. Februar 2019             |
| 95  | Die große Flirt-Operation mit der Tochter            | 娘とイチャイチャ大作戦 (Musume to Icha Icha dai sakusen) | 24. Feb. 2019          | 15. Feb. 2021                         | Takeru Ogiwara Yūta Suzuki | Tōko Machida      | 24. Februar 2019             |
| 96  | Blut, Schweiß und Tränen                             | 血と汗となみだ (Chi to ase to Namida)                    | 3. März 2019           | 16. Feb. 2021                         | Takeru Ogiwara Yūta Suzuki | Hideto Tanaka     | 3. März 2019                 |
| 97  | Shikadais Entschluss                                 | シカダイの決断 (Shikadai no ketsudan)                    | 10. März 2019          | 17. Feb. 2021                         | Takashi Asami              | Masahiro Ōkubo    | 10. März 2019                |
| 98  | Der verfluchte Wald                                  | 呪われた森 (Norowareta mori)                             | 17. März 2019          | 18. Feb. 2021                         | Yūsuke Onoda               | Masaya Honda      | 17. März 2019                |
| 99  | Jugo und das Fluchmal                                | 重吾と呪印 (Jūgo to juin)                                | 24. März 2019          | 19. Feb. 2021                         | Masayuki Matsumoto         | Atsushi Nishiyama | 24. März 2019                |
| 100 | Der entschlossene Weg                                | 決められた道 (Kimerareta michi)                          | 31. März 2019          | 22. Feb. 2021                         | Ayumu Ono                  | Tōko Machida      | 31. März 2019                |

## Episode 101–120
| Nr. | Deutscher Titel                                                      | Originaltitel                                                     | Erstausstrahlung Japan | Deutschsprachige Erstausstrahlung (D) | Regie              | Drehbuch          | Erstveröffentlichung im OmdU |
| --- | -------------------------------------------------------------------- | ----------------------------------------------------------------- | ---------------------- | ------------------------------------- | ------------------ | ----------------- | ---------------------------- |
| 101 | Jugos Verstärkung                                                    | 重吾の援軍 (Jūgo no engun)                                        | 7. Apr. 2019           | 23. Feb. 2021                         | Kaito Asakura      | Atsushi Nishiyama | 7. April 2019                |
| 102 | Handgemenge                                                          | 乱戦!! (Ransen!!)                                                 | 14. Apr. 2019          | 24. Feb. 2021                         | Yūjirō Abe         | Atsushi Nishiyama | 14. April 2019               |
| 103 | Die Jahreszeit der Zugvögel                                          | 渡りの季節 (Watari no kisetsu)                                    | 21. Apr. 2019          | –                                     | Takeru Ogiwara     | Masaya Honda      | 21. April 2019               |
| 104 | Der kleine Mitbewohner                                               | 小さな同居人 (Chīsana dōkyonin)                                   | 28. Apr. 2019          | –                                     | Yūta Suzuki        | Tōko Machida      | 28. April 2019               |
| 105 | Die Wunde des Herzen                                                 | 心の傷口 (Kokoro no kizuguchi)                                    | 5. Mai 2019            | –                                     | Shigeki Awai       | Hideto Tanaka     | 5. Mai 2019                  |
| 106 | Die Ninja-Chroniken der Dampfwolke - Eine S-Rank-Mission!!           | 湯煙忍法帖・Sランク任務!! (Yukemuri ninpōchō: esu ranku ninmu!!)  | 12. Mai 2019           | –                                     | Masayuki Matsumoto | Masaya Honda      | 12. Mai 2019                 |
| 107 | Die Ninja-Chroniken der Dampfwolke - Der Hunde-Katzen-Krieg!!        | 湯煙忍法帖・犬猫戦争!! (Yukemuri ninpōchō: inuneko sensō!!)       | 19. Mai 2019           | –                                     | Yūsuke Onoda       | Kō Shigenobu      | 19. Mai 2019                 |
| 108 | Die Ninja-Chroniken der Dampfwolke - Die Geisterherberge             | 湯煙忍法帖・幽霊旅館!! (Yukemuri ninpōchō: yūrei ryokan!!)        | 26. Mai 2019           | –                                     | Kaito Asakura      | Masahiro Ōkubo    | 26. Mai 2019                 |
| 109 | Die Ninja-Chroniken der Dampfwolke - Kartoffelchips und Riesenfelsen | 湯煙忍法帖・ポテチと大岩!! (Yukemuri ninpōchō: potechi to ōiwa!!) | 2. Juni 2019           | –                                     | Yūichirō Aoki      | Atsushi Nishiyama | 2. Juni 2019                 |
| 110 | Die Ninja-Chroniken der Dampfwolke - Die Wiederbelebungsquelle       | 湯煙忍法帖・蘇り温泉!! (Yukemuri ninpōchō: yomigaeri onsen!!)     | 9. Juni 2019           | –                                     | Taiji Kawanishi    | Tōko Machida      | 9. Juni 2019                 |
| 111 | Die Ninja-Chroniken der Dampfwolke - Mirais König!                   | 湯煙忍法帖・ミライの玉!! (Yukemuri ninpōchō: Mirai no gyoku!!)    | 16. Juni 2019          | –                                     | Takeru Ogiwara     | Masaya Honda      | 16. Juni 2019                |
| 112 | Die Besprechung der Chunin-Beförderung                               | 中忍昇格首脳会議 (Chūnin shōkaku shunō kaigi)                     | 23. Juni 2019          | –                                     | Yūta Suzuki        | Hideto Tanaka     | 23. Juni 2019                |
| 113 | Das Zeug zum Kommandanten                                            | 隊長の素質 (Taichō no soshitsu)                                   | 30. Juni 2019          | –                                     | Nao Miyoshi        | Atsushi Nishiyama | 30. Juni 2019                |
| 114 | Der Ushika-Stellvertreterkrieg                                       | ゲマキ代理戦争!! (Gemaki dairi sensō!!)                           | 7. Juli 2019           | –                                     | Shigeki Awai       | Kō Shigenobu      | 7. Juli 2019                 |
| 115 | Team 25                                                              | 第二十五班 (Dainijūgo han)                                        | 14. Juli 2019          | –                                     | Kuriyama Yoshihide | Masahiro Ōkubo    | 14. Juli 2019                |
| 116 | Konohamaru und Remon                                                 | 木ノ葉丸とレモン (Konohamaru to Remon)                            | 21. Juli 2019          | –                                     | Kaito Asakura      | Hideto Tanaka     | 21. Juli 2019                |
| 117 | Remons Geheimnis                                                     | レモンの秘密 (Remon no himitsu)                                   | 28. Juli 2019          | –                                     | Yūsuke Onoda       | Atsushi Nishiyama | 28. Juli 2019                |
| 118 | Das ding, das Erinnerungen verschlingt                               | 記憶を喰らうモノ (Kioku wo kurau mono)                            | 4. Aug. 2019           | –                                     | Masayuki Matsumoto | Tōko Machida      | 4. August 2019               |
| 119 | Konohamarus Ninjaweg                                                 | 木ノ葉丸の忍道 (Konohamaru no nindō)                              | 11. Aug. 2019          | –                                     | Ayumu Ono          | Hideto Tanaka     | 11. August 2019              |
| 120 | Auf den Spuren von Sasuke                                            | サスケを目指して (Sasuke wo mezashite)                            | 18. Aug. 2019          | –                                     | Kōji Sasaki        | Masaya Honda      | 18. August 2019              |

## Episode 121–140
| Nr. | Deutscher Titel                                                 | Originaltitel                                                     | Erstausstrahlung Japan | Deutschsprachige Erstausstrahlung (D) | Regie                         | Drehbuch                 | Erstveröffentlichung im OmdU |
| --- | --------------------------------------------------------------- | ----------------------------------------------------------------- | ---------------------- | ------------------------------------- | ----------------------------- | ------------------------ | ---------------------------- |
| 121 | Beschützt den Einschwänzigen! Die anvertraute Mission           | 尾を守れ！託された任務 (Ichibi o mamore! Takusareta ninmu)        | 25. Aug. 2019          | –                                     | Takeru Ogiwara                | Yuki Kimura Masaya Honda | 25. August 2019              |
| 122 | Kampf der Marionettenspieler                                    | 健備バトル!! (Kugutsu batoru!!)                                   | 1. Sep. 2019           | –                                     | Yūta Suzuki                   | Kō Shigenobu             | 1. September 2019            |
| 123 | Urashikis Wiederauferstehung                                    | ウラシキ、復活 (Urashiki, fukkatsu)                               | 8. Sep. 2019           | –                                     | Shigeki Awai                  | Masahiro Ōkubo           | 8. September 2019            |
| 124 | Zeit der Entscheidung                                           | 決断の時 (Ketsudan no toki)                                       | 15. Sep. 2019          | –                                     | Kiyomu Fukuda                 | Atsushi Nishiyama        | 15. September 2019           |
| 125 | Boruto und Shinki                                               | ボルトとシンキ (Boruto to Shinki)                                 | 22. Sep. 2019          | –                                     | Masayuki Matsumoto            | Hideto Tanaka            | 22. September 2019           |
| 126 | Shukakus Plan                                                   | 守鶴の企み (Shukaku no takurami)                                  | 29. Sep. 2019          | –                                     | Yūsuke Onoda                  | Kō Shigenobu             | 29. September 2019           |
| 127 | Flirttaktiken                                                   | イチャイチャタクティクス (Icha Icha Takutikusu)                   | 6. Okt. 2019           | –                                     | Yūta Suzuki                   | Tōko Machida             | 6. Oktober 2019              |
| 128 | Urashikis Ziel                                                  | ウラシキの狙い (Urashiki no nerai)                                | 13. Okt. 2019          | –                                     | Hiroyuki Okuno                | Masaya Honda             | 13. Oktober 2019             |
| 129 | Das Dorf Konoha                                                 | 木ノ葉隠れの里 (Konohagakure no sato)                             | 20. Okt. 2019          | –                                     | Tazumi Mukaiyama              | Atsushi Nishiyama        | 20. Oktober 2019             |
| 130 | Genin! Versammeln!!                                             | 集まれ、下忍!! (Atsumare, genin!!)                                | 27. Okt. 2019          | –                                     | Yoshiharu Shimizu Yūta Suzuki | Masahiro Ōkubo           | 27. Oktober 2019             |
| 131 | Die Kraft des Neunschwänzigen                                   | 九尾のカ (Kyūbi no chikara)                                       | 3. Nov. 2019           | –                                     | Masayuki Matsumoto            | Hideto Tanaka            | 3. November 2019             |
| 132 | Jiraiyas Aufgabe                                                | 自来也の課題 (Jiraiya no kadai)                                   | 10. Nov. 2019          | –                                     | Shigeki Awai                  | Kō Shigenobu             | 10. November 2019            |
| 133 | Das Dorf ohne Sasuke                                            | サスケのいない里 (Sasuke no inai sato)                            | 24. Nov. 2019          | –                                     | Akira Yamada                  | Tōko Machida             | 24. November 2019            |
| 134 | Die Kraft, die Zukunft zu sehen                                 | 未来を読むチカラ (Mirai o yomu chikara)                           | 1. Dez. 2019           | –                                     | Toshiaki Kamihara             | Masaya Honda             | 1. Dezember 2019             |
| 135 | Entscheidungskampf gegen Urashiki                               | 最終決戦、ウラシキ (Saishū kessen, Urashiki)                      | 8. Dez. 2019           | –                                     | Masayuki Kōda                 | Atsushi Nishiyama        | 8. Dezember 2019             |
| 136 | Über die Grenzen der Zeit hinaus!                               | 時を越えて!! (Toki o koete!!)                                     | 15. Dez. 2019          | –                                     | Yūsuke Onoda                  | Masahiro Ōkubo           | 15. Dezember 2019            |
| 137 | Die Samurai-Austauschschülerin                                  | サムライ留学生 (Samurai ryūgakusei)                               | 22. Dez. 2019          | –                                     | Ayumu Ono                     | Kyōko Katsuya            | 22. Dezember 2019            |
| 138 | Hiashis Geburtstag                                              | ヒアシの誕生日 (Hiashi no tanjōbi)                                | 29. Dez. 2019          | –                                     | Michita Shiraishi             | Kō Shigenobu             | 29. Dezember 2019            |
| 139 | Furcht! Teufelsbär, Enko                                        | 恐怖!! 鬼熊えんこ (Kyōfu!! Onikuma Enko)                          | 12. Jan. 2020          | –                                     | Tazumi Mukaiyama              | Hideto Tanaka            | 12. Januar 2020              |
| 140 | Das Jutsu der Geistübertragung, das gegen Kartoffelchips verlor | ポテチに負けた心転身の術 (Potechi ni maketa shintenshin no jutsu) | 19. Jan. 2020          | –                                     | Masayuki Matsumoto            | Tōko Machida             | 19. Januar 2020              |

## Episode 141–160
| Nr. | Deutscher Titel                              | Originaltitel                                          | Erstausstrahlung Japan | Deutschsprachige Erstausstrahlung (D) | Regie              | Drehbuch          | Erstveröffentlichung im OmdU |
| --- | -------------------------------------------- | ------------------------------------------------------ | ---------------------- | ------------------------------------- | ------------------ | ----------------- | ---------------------------- |
| 141 | Das Shinobi-Gefängnis - Schloss Hozuki       | 忍監獄・鬼灯城 (Shinobi kangoku: Hōzuki-jō)            | 26. Jan. 2020          | –                                     | Shigeki Awai       | Masaya Honda      | 26. Januar 2020              |
| 142 | Test der Willensstärke                       | 根性試し (Konjō tameshi)                               | 2. Feb. 2020           | –                                     | Kiyomu Fukuda      | Atsushi Nishiyama | 2. Februar 2020              |
| 143 | Der Täter nimmt Kokuri ins Visier            | コクリを狙った犯人 (Kokuri o neratta han'nin)          | 9. Feb. 2020           | –                                     | Yūta Suzuki        | Masahiro Ōkubo    | 9. Februar 2020              |
| 144 | Kokuris Geheimnis                            | コクリの秘密 (Kokuri no himitsu)                       | 16. Feb. 2020          | –                                     | Hodaka Kuramoto    | Kyōko Katsuya     | 16. Februar 2020             |
| 145 | Wir brechen aus dem Schloss Hozuki aus       | 鬼灯城を脱獄せよ (Hōzuki-jō o datsugoku seyo)          | 23. Feb. 2020          | –                                     | Yūsuke Onoda       | Masaya Honda      | 23. Februar 2020             |
| 146 | Die Umsetzung des Gefängnisausbruchs         | 脱獄、決行!! (Datsugoku, kekkō!!)                      | 1. März 2020           | –                                     | Hideaki Uehara     | Atsushi Nishiyama | 1. März 2020                 |
| 147 | Entscheidungsschlacht im Mondlicht           | 月下の決戦 (Gekka no kessen)                           | 8. März 2020           | –                                     | Yūta Suzuki        | Kō Shigenobu      | 8. März 2020                 |
| 148 | Eine neue Mission                            | 新たな任務!! (Aratana ninmu!!)                         | 15. März 2020          | –                                     | Michita Shiraishi  | Hideto Tanaka     | 15. März 2020                |
| 149 | Freunde                                      | 友達…!! (Tomodachi...!!)                               | 22. März 2020          | –                                     | Ōri Yasukawa       | Tōko Machida      | 22. März 2020                |
| 150 | Der Wert einer Trumpfkarte                   | 切り札の価値!! (Kirifuda no kachi!!)                   | 29. März 2020          | –                                     | Masayuki Matsumoto | Kyōko Katsuya     | 29. März 2020                |
| 151 | Boruto und Tento                             | ボルトとテントウ (Boruto to Tentō)                     | 5. Apr. 2020           | –                                     | Yūta Suzuki        | Masahiro Ōkubo    | 5. April 2020                |
| 152 | Der Medizin-Ninjutsu-Crashkurs               | 医療忍術のすすめ (Iryō ninjutsu no susume)             | 12. Apr. 2020          | –                                     | Shigeki Awai       | Kyōko Katsuya     | 12. April 2020               |
| 153 | Goldene Harmonie                             | 黄金のハーモニー (Ōgon no hāmonī)                      | 19. Apr. 2020          | –                                     | Ayumu Ono          | Atsushi Nishiyama | 19. April 2020               |
| 154 | Himawaris Ninja-Praxis                       | ヒマワリ、忍者体験!! (Himawari, ninja taiken!!)        | 26. Apr. 2020          | –                                     | Yūsuke Onoda       | Hideto Tanaka     | 26. April 2020               |
| 155 | Mitsukis Regentag                            | 雨の日のミツキ (Ame no hi no Mitsuki)                  | 5. Juli 2020           | –                                     | Hideaki Uehara     | Kō Shigenobu      | 5. Juli 2020                 |
| 156 | Ich kann meine abgespeckte Form nicht halten | スリムなままじゃいられない (Surimuna mama ja irarenai) | 12. Juli 2020          | –                                     | Michita Shiraishi  | Tōko Machida      | 12. Juli 2020                |
| 157 | Karas Spuren                                 | 殻の足跡 (Kara no ashiato)                             | 19. Juli 2020          | –                                     | Masayuki Matsumoto | Masahiro Ōkubo    | 19. Juli 2020                |
| 158 | Der verschwundene Mann                       | 消えた男 (Kieta otoko)                                 | 26. Juli 2020          | –                                     | Tazumi Mukaiyama   | Masaya Honda      | 26. Juli 2020                |
| 159 | Hashiramas Zellen                            | 柱間細胞 (Hashirama saibō)                             | 2. Aug. 2020           | –                                     | Shintarō Inokawa   | Atsushi Nishiyama | 2. August 2020               |
| 160 | Auf ins Reich der Stille                     | 黙の国へ (Shijima no kuni e)                           | 9. Aug. 2020           | –                                     | Kaito Asakura      | Kyōko Katsuya     | 9. August 2020               |

## Episode 161–180
| Nr. | Deutscher Titel                       | Originaltitel                                    | Erstausstrahlung Japan | Deutschsprachige Erstausstrahlung (D) | Regie                      | Drehbuch          | Erstveröffentlichung im OmdU |
| --- | ------------------------------------- | ------------------------------------------------ | ---------------------- | ------------------------------------- | -------------------------- | ----------------- | ---------------------------- |
| 161 | Das Albtraumschloss                   | 悪夢の城 (Akumu no shiro)                        | 16. Aug. 2020          | –                                     | Mihiro Yamaguchi           | Masaya Honda      | 16. August 2020              |
| 162 | Flucht aus dem Belagerungsnetz!       | 包囲網を脱出せよ! (Hōimō o dasshutsu seyo!)      | 23. Aug. 2020          | –                                     | Yūta Suzuki                | Kō Shigenobu      | 23. August 2020              |
| 163 | Die Verfolger                         | 追跡者たち (Tsuisekisha-tachi)                   | 30. Aug. 2020          | –                                     | Yūsuke Onoda               | Tōko Machida      | 30. August 2020              |
| 164 | Das verbotene Jutsu des Todes         | 死の禁術 (Shi no kinjutsu)                       | 6. Sep. 2020           | –                                     | Ayumu Ono                  | Masahiro Ōkubo    | 6. September 2020            |
| 165 | Die Pflicht der Vierlinge             | 四つ子の使命 (Yotsugo no shimei)                 | 13. Sep. 2020          | –                                     | Michita Shiraishi          | Hideto Tanaka     | 13. September 2020           |
| 166 | Todeskampf                            | 死闘 (Shitō)                                     | 20. Sep. 2020          | –                                     | Kaito Asakura              | Atsushi Nishiyama | 20. September 2020           |
| 167 | Die Entschlossenheit der beiden       | 二人の覚悟 (Futari no kakugo)                    | 27. Sep. 2020          | –                                     | Noriyuki Abe               | Masaya Honda      | 27. September 2020           |
| 168 | Trainingsbeginn!!                     | 修業開始!! (Shugyō kaishi!!)                     | 4. Okt. 2020           | –                                     | Shintarō Inokawa           | Kyōko Katsuya     | 4. Oktober 2020              |
| 169 | Die Kooperationsmission mit dem Sand  | 砂との共同作戦 (Suna to no kyōdō sakusen)        | 11. Okt. 2020          | –                                     | Ōri Yasukawa               | Kyōko Katsuya     | 11. Oktober 2020             |
| 170 | Ein neues Rasengan                    | 新しい螺旋丸 (Atarashii Rasengan)                | 18. Okt. 2020          | –                                     | Takashi Asami              | Kō Shigenobu      | 18. Oktober 2020             |
| 171 | Das Trainingsergebnis                 | 修業の成果 (Shugyō no seika)                     | 25. Okt. 2020          | –                                     | Masayuki Matsumoto         | Masahiro Ōkubo    | 25. Oktober 2020             |
| 172 | Das Autogramm der Furcht              | 恐怖のサイン (Kyōfu no sain)                     | 1. Nov. 2020           | –                                     | Yūsuke Onoda               | Atsushi Nishiyama | 1. November 2020             |
| 173 | Das Geheimnis des Raums im Untergrund | 地下室の秘密 (Chikashitsu no himitsu)            | 8. Nov. 2020           | –                                     | Yūta Suzuki                | Masaya Honda      | 8. November 2020             |
| 174 | Götterbaum-Genesis                    | 神樹再生 (Shinju saisei)                         | 15. Nov. 2020          | –                                     | Masayuki Matsumoto         | Hideto Tanaka     | 15. November 2020            |
| 175 | Über die Grenzen hinaus!!             | 限界の先へ…!! (Genkai no saki e…!!)              | 22. Nov. 2020          | –                                     | Kaito Asakura Ōri Yasukawa | Kyōko Katsuya     | 22. November 2020            |
| 176 | Riegelt das A-Un-Tor ab!              | あ・んの門を封鎖せよ (A・N no mon o fūsa seyo)   | 29. Nov. 2020          | –                                     | Michita Shiraishi          | Masaya Honda      | 29. November 2020            |
| 177 | Das unüberwindbare Sensorsystem       | 鉄壁の感知システム (Teppeki no kanchi shisutemu) | 6. Dez. 2020           | –                                     | Noriyuki Abe Nozomi Fukui  | Masahiro Ōkubo    | 6. Dezember 2020             |
| 178 | Die Verantwortung der Väter           | 父の背中 (Chichi no senaka)                      | 13. Dez. 2020          | –                                     | Ayumu Ono                  | Tōko Machida      | 13. Dezember 2020            |
| 179 | Victors Verschwörung                  | ヴィクタの陰謀 (Vikuta no inbō)                  | 20. Dez. 2020          | –                                     | Takashi Asami              | Kō Shigenobu      | 20. Dezember 2020            |
| 180 | Attentäter Mugino                     | 暗殺者ムギノ (Ansatsusha Mugino)                 | 27. Dez. 2020          | –                                     | Masayuki Matsumoto         | Atsushi Nishiyama | 27. Dezember 2020            |